# Martina Rosenberg (Juristin)
Martina Rosenberg (* 1970 in Frankfurt am Main) ist eine deutsche Juristin und seit dem 1. November 2020 Präsidentin des Bundesamtes für den Militärischen Abschirmdienst in Köln.

## Ausbildung
Rosenberg stammt aus Hessen. Nach ihrem Abitur studierte sie von 1990 bis 1996 Rechtswissenschaft an der Georg-August-Universität Göttingen sowie ein Auslandssemester Europarecht an der Katholieke Universiteit Leuven in Belgien. Nach dem Studium folgte das Rechtsreferendariat am Landgericht Kassel, wo sie im März 1999 die Zweite Staatsprüfung ablegte.

## Berufliche Laufbahn
Rosenberg übte zunächst eine Honorartätigkeit beim Landeswohlfahrtsverband Hessen aus und war als Wissenschaftliche Mitarbeiterin beim Niedersächsischen Städte- und Gemeindebund angestellt.

### Bundeswehr
Im Oktober 2000 trat Rosenberg ihren Dienst bei der Bundeswehr als Dezernentin beim Geheimschutzbeauftragten des Streitkräfteamtes in Köln an. Damit wurde sie Beamtin der Bundeswehrverwaltung. Im Anschluss an Verwendungen als Rechtsberaterin in der 7. Panzerdivision in Düsseldorf und Rechtslehrerin an der Offiziersschule der Luftwaffe in Fürstenfeldbruck wurde sie im Juli 2006 Referentin im Bundesministerium der Verteidigung (BMVg).
Nach der anschließenden Tätigkeit als 1. Rechtsberaterin im Kommando Strategische Aufklärung in Grafschaft-Gelsdorf war sie von März 2010 bis Oktober 2013 persönliche Referentin des Abteilungsleiters für Personal-, Sozial- und Zentralangelegenheiten (PSZ) im BMVg. Im Anschluss folgte als Ministerialrätin die Verwendung als Referatsleiterin P II 6 (Beamtenrecht und Gleichstellung) im BMVg in Bonn sowie ab April 2015 des Parlament- und Kabinettreferates im Leitungsstab im BMVg in Berlin. Am 28. Mai 2018 wurde Rosenberg zur Bundeswehrdisziplinaranwältin beim Bundesverwaltungsgericht in Leipzig ernannt.

### Militärischer Abschirmdienst
Am 30. Oktober 2020 wurde Rosenberg mit Wirkung zum 1. November 2020 von der damaligen Bundesverteidigungsministerin Annegret Kramp-Karrenbauer zur Präsidentin des Bundesamtes für den Militärischen Abschirmdienst ernannt. Sie trat die Nachfolge von Christof Gramm an, der nach einer Serie von rechtsextremen Vorfällen bei der Bundeswehr in den einstweiligen Ruhestand versetzt wurde. Rosenberg ist die erste Frau, die einen Nachrichtendienst des Bundes leitet.